# Alexander Dreymon
Alexander Dreymon, född som Alexander Doetsch den 7 februari 1983 i Tyskland, är en tysk skådespelare. Han är bland annat känd för att spela rollen som Uhtred av Bebbanburg i TV-serien The Last Kingdom, vilket han gjorde från 2015 till 2022. Han talar tre flytande språk, det vill säga tyska, engelska och franska.
Alexander Dreymon är sedan 2019 tillsammans med skådespelerskan Allison Williams, med vilken han har en son, född 2021.

## Filmografi (i urval)
- 2011 – Christopher and His Kind
- 2013 – American Horror Story: Coven (TV-serie)
- 2015–2022 – The Last Kingdom (TV-serie)
- 2020 – Horizon Line
- 2023 – Seven Kings Must Die